# Tofieldia glabra
Tofieldia glabra är en kärrliljeväxtart som beskrevs av Thomas Nuttall. Tofieldia glabra ingår i släktet kärrliljor, och familjen kärrliljeväxter. Inga underarter finns listade.